# Patricia Conde
Patricia Conde (Valladolid, 5 ottobre 1979) è una conduttrice televisiva spagnola; nel 1999 ha preso parte a Miss Spagna come Miss Palencia e subito dopo ha iniziato a lavorare in televisione. Ha iniziato  come reporter nel programma televisivo El informal. Da allora ha lavorato in diversi programmi televisivi, presentandone svariati tra cui Sé lo que hicisteis... su LaSexta e Cero en Historia.
Per la sua attività di presentatrice ha ricevuto vari premi, tra cui TP de Oro
2008 come miglior presentatore di varietà e spettacolo, Premio Iris 2006 come miglior presentatore di programmi di intrattenimento e il Premio Antena de Oro 2006.

## Filmografia
- Sé lo que hicisteis...
- Cero en Historia
- Ciento y la madre (2014)[5][6]